# Idália Serrão
Idália Maria Marques Salvador Serrão (Lisboa, 16 de maio de 1964) é uma violinista e política portuguesa.

## Biografia social e política
Filha de António Salvador Serrão e de sua mulher Suzete Luísa Marques Salvador, vive em Almoster, no Concelho de Santarém.
Casou em Lisboa a 31 de agosto de 1991, divorciando-se em 2010, com Carlos Alberto Moniz, com quem tem um filho, João Salvador Serrão de Meneses Moniz (Lisboa, 1 de maio de 1995), e antes com o guitarrista Silvestre Fonseca, de quem tem uma filha, Inês Serrão Fonseca (Lisboa, 27 de fevereiro de 1987).
Frequentou vários cursos de Educação Musical e Violino no Conservatório Musical e Fundação Musical dos Amigos das Crianças tendo integrado como músico profissional, agrupamentos Sinfónicos e de Câmara.
Em 1993 integrou a equipa responsável pela programação infantojuvenil da TVI, desenvolvendo a sua atividade como produtora de conteúdos televisivos nas áreas da gravação de programas ao vivo, da adaptação para a língua portuguesa e gravação de documentários, da dobragem de animação e ficção infantis, bem como da adaptação para a língua portuguesa e produção musical de bandas sonoras para séries e filmes de animação.
Também e no âmbito desta atividade efetuou trabalhos de produção musical discográfica e foi coautor de formatos para rádio e televisão.
Filiou-se no PS em 1990. tendo sido presidente de Junta de Freguesia de Almoster, Concelho de Santarém, entre 1998 e 2002 e concorrendo em terceiro lugar na lista do PS para a Câmara Municipal de Santarém tornou-se Vereadora com competências delegadas nas áreas da Cultura, Ação Social, Património, Turismo, Saúde e Defesa do Consumidor, entre 2002 e 2005.
Enquanto exercia a vereação tornou-se Presidente da Comissão Concelhia de Saúde de Santarém e Conselho Local de Ação Social bem como Vice Presidente da Comissão de Proteção de Crianças e Jovens de Santarém e do Festival Nacional de Gastronomia, entre 2002 e 2005 e integrou o Grupo coordenador do Plano Municipal de Prevenção Primária das Toxicodependências de Santarém.
Implementou e coordenou o Gabinete Municipal de Apoio aos Imigrantes e Minorias Étnicas e o Gabinete de Psicologia para apoio a Crianças e Adolescentes do Concelho de Santarém e coordenou o Grupo de Trabalho para constituição da Rede de Teatros e Cine-Teatros de Lisboa e Vale do Tejo.
Em 2004 é candidata ao Parlamento Europeu pelo PS e entre 2003 e 2004 é Presidente do Departamento Federativo de Mulheres Socialistas do PS de Santarém.
Em outubro de 2005, é eleita para o Secretariado Nacional do Partido Socialista cargo cargo que ocupou até 31 de maio de 2015, data em que pediu demissão por divergências profundas políticas com o líder do seu partido, António José Seguro. 
É eleita em dezembro de 2005 Presidente da Assembleia da Comunidade Urbana da Comunidade Urbana da Lezíria do Tejo sendo também membro eleita, desde desse ano, da Assembleia Municipal da Câmara Municipal de Santarém.
Em 2007, devido às funções autárquicas e sociais referidas, recebe a Grã-Cruz do Mérito do Descobridor do Brasil Pedro Álvares Cabral (Diploma de Honra, de 5 de junho de 2007).
Frequentou o Curso de Sociologia no ISCTE-IUL e foi Secretária de Estado Adjunta e da Reabilitação do XVII Governo Constitucional.
Foi Secretária de Estado Adjunta e da Reabilitação do XVIII Governo Constitucional, que tomou posse em outubro de 2009, e foi eleita Presidente da Mesa da Comissão Política Distrital do PS da Federação Distrital de Santarém, cargo para o qual foi reeleita em 2010.
Foi candidata, pelo PS, à Presidência da Câmara Municipal de Santarém nas eleições autárquicas de 2013 ocupando entre outubro de 2013 e fevereiro de 2016 o lugar de vereadora da oposição.
Entre 2005 e 2018, e de forma ininterrupta, foi membro da Comissão Política do Partido Socialista cargo que ainda ocupa.
Entre 2005 e 2019, foi deputada pelo Partido Socialista, mandato que só interrompeu, temporariamente, para exercer as funções políticas governamentais referidas. Na XIII legislatura foi eleita Secretária da Mesa da Assembleia da República, tendo renunciado ao mandato em 2019 para integrar a administração da Associação Mutualista Montepio.

## Funções políticas
Vários cargos políticos que exerce ou desempenhou: 
- Presidente de Junta de Freguesia de Almoster, concelho de Santarém;
- Vereadora da Câmara Municipal Santarém com competências delegadas nas áreas da Cultura, Ação Social, Património, Turismo, Saúde e Defesa do Consumidor;
- Presidente da Assembleia da Comunidade Urbana da Comunidade Urbana da Lezíria do Tejo;
- Presidente da Mesa da Comissão Política Distrital do PS da Federação Distrital de Santarém no Biénio de 2008-2010;
- Fez parte do XVII Governo Constitucional, 2005 como Secretária de Estado Adjunta e da Reabilitação, liderado por José Sócrates;
- Membro do Secretariado Nacional do Partido Socialista entre outubro de 2005 e maio de 2015;
- Vereadora da oposição, eleita pelo Partido Socialista, entre outubro de 2013 e fevereiro de 2016 na Câmara Municipal de Santarém;
- Membro da Comissão Nacional do Partido Socialista desde outubro de 2005 até junho de 2018;
- Deputada na Assembleia da República de 10 de março de 2005 a 4 de janeiro de 2019.